# Eno Koço
Eno Koço (Tirana, 1º aprile 1943) è un direttore d'orchestra e musicologo albanese.

## Biografia
È nato il 1º aprile 1943 a Tirana, nell'allora Regno d'Albania sotto occupazione italiana, dai cantanti lirici Kristaq Koço e Tefta Tashko. Rimase orfano della madre all'età di quattro anni e due anni dopo perse anche il padre. Studiò violino presso il Liceo artistico "Jordan Misja" di Tirana e poi al conservatorio di Leningrado, fino al diploma in violino presso l'Istituto superiore d'arte nel 1966. Ha suonato il violino nell'orchestra di Tirana dal 1966 al 1972.
Dopo aver concluso gli studi di direzione d'orchestra nel 1977 presso l'Istituto d'arte, è stato nominato nel corso dell'anno successivo direttore d'orchestra dell'orchestra sinfonica dell'azienda radiotelevisiva statale Radio Televizioni Shqiptar (RTSH), con cui ha registrato numerose esibizioni e ha partecipato a diverse tournée tra cui quella in Kosovo nel 1979 e quella Turchia nel 1983. Nel 1992 si è stabilito nel Regno Unito, dove ha assunto la direzione dell'orchestra della Scuola di musica dell'Università di Leeds.
Contestualmente si è dedicato allo studio della musica albanese, pubblicando diversi libri sul tema in albanese e in inglese, e dal 2020 è membro esterno dell'Accademia delle Scienze dell'Albania. Nel 1998 ha conseguito un dottorato in filosofia presso l'Università di Leeds sulla Musica lirica urbana albanese negli anni 1930.
Dal 2005 è professore associato dell'Accademia delle Arti (divenuta poi Università delle Arti).

## Opere
- (SQ) Kënga lirike qytetare shqiptare e viteve 30, Tirana, Botimet Toena, 2002. / (EN) Albanian Urban Lyric Song in the 1930s, Scarecrow Press, 2004.
- (EN) A Journey of the Vocal Iso(n), Newcastle upon Tyne, Cambridge Scholars Publishing, 2015.
- (SQ) Eno Koço (a cura di), Valle Kombëtare dhe Hengu Shkodran, 2018.
- (EN) Traditional Songs and Music of the Korçë Region of Albania, Newcastle upon Tyne, Cambridge Scholars Publishing, 2018.
- (EN) Albanian Identity in History and Traditional Performance, Newcastle upon Tyne, Cambridge Scholars Publishing, 2021.